# NGC 4696A
NGC 4696A في الفهرس العام الجديد، هي مجرة، تقع في كوكبة قنطورس. اكتشفت .

## روابط خارجية
- NGC 4696A على موقع ويكي سكاي: DSS2, SDSS, GALEX, IRAS, Hydrogen α, X-Ray, Astrophoto, Sky Map, Articles and images